# Jardin botanique Jean Massart
 (août 2025).
Pour les articles homonymes, voir Massart.
Le Jardin botanique Jean Massart (en néerlandais : Experimentele Tuin Jean Massart) est situé à Bruxelles, commune d’Auderghem, à proximité de l’abbaye du Rouge-Cloître dont il occupe cinq hectares des anciennes terres agricoles.   
Il est rattaché à la faculté des sciences de l'université libre de Bruxelles. Ses collections exposent près de 2 000 espèces. 

## Description
Le jardin Massart comporte : 
- un arboretum d'essences indigènes et exotiques des climats tempérés,
- une zone humide semi-naturelle typique des marais brabançons qui alimente le Roodkloosterbeek,
- un jardin évolutif retraçant les grandes étapes de l'évolution des plantes à fleurs,
- un verger illustrant la diversité au sein des espèces fruitières (pommiers en particulier),
- une collection de plantes médicinales parmi les plus riches du pays,
- une collection de plantes cultivées classées en fonction de leur utilisation par l'Homme et parfois accompagnées de leurs ancêtres sauvages dont elles dérivent ou de variétés anciennes,
- une collection de plantes exotiques envahissantes illustrant une thématique de recherche du laboratoire d'écologie végétale et biogéochimie de l'ULB[1]
- une collection de plantes métallicoles illustrant une thématique de recherche du laboratoire d'écologie végétale et biogéochimie de l'ULB[1]

| ___ | Ce site est desservi par la station de métro : Herrmann-Debroux. |

En 2015, une nouvelle espèce de mouche, Drapetis bruscellensis, a été découverte dans ce jardin. Il est très rare de découvrir une nouvelle espèce en Belgique (la précédente découverte d'une espèce de mouche datait de vingt ans).

## Activités
Lieu à vocation multiple, le jardin Massart est à la fois :
- Un musée vivant, lieu de conservation d’espèces végétales
- Un jardin botanique expérimental
- Un lieu didactique et de documentation écologique : les collections de plein air fournissent le matériel didactique pour les futurs biologistes, agronomes et pharmaciens de l'ULB. Le jardin Massart accueille également de nombreuses écoles et organisations pour des animations et ateliers. Des visites guidées et différents évènements sont proposés au grand public. Différentes publications sont aussi proposées.
- Un parc paysager et une réserve naturelle ouverts au public : c’est aussi un endroit de promenade agréable aménagé avec un souci esthétique évident.

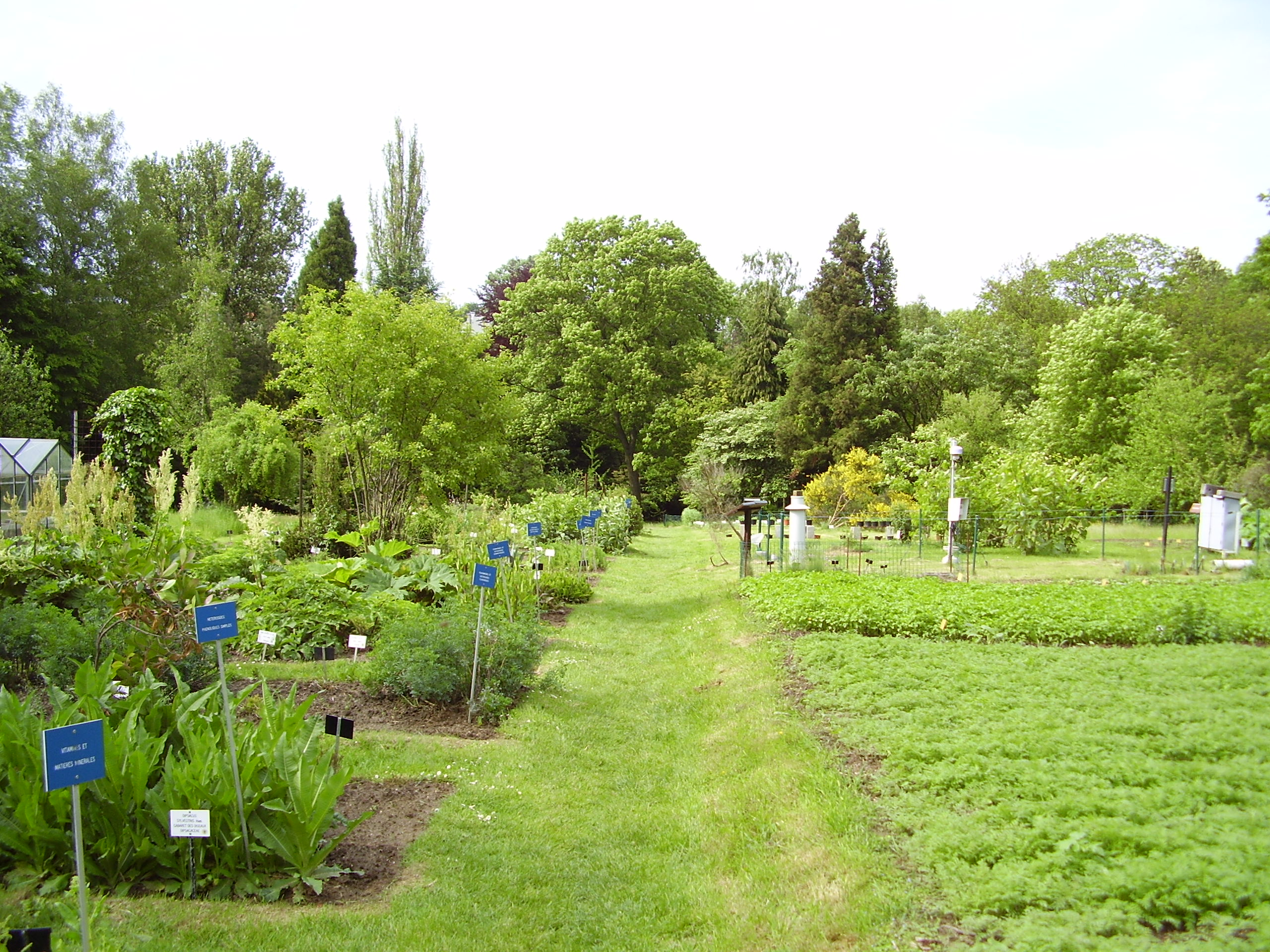
Jardin des plantes cultivées

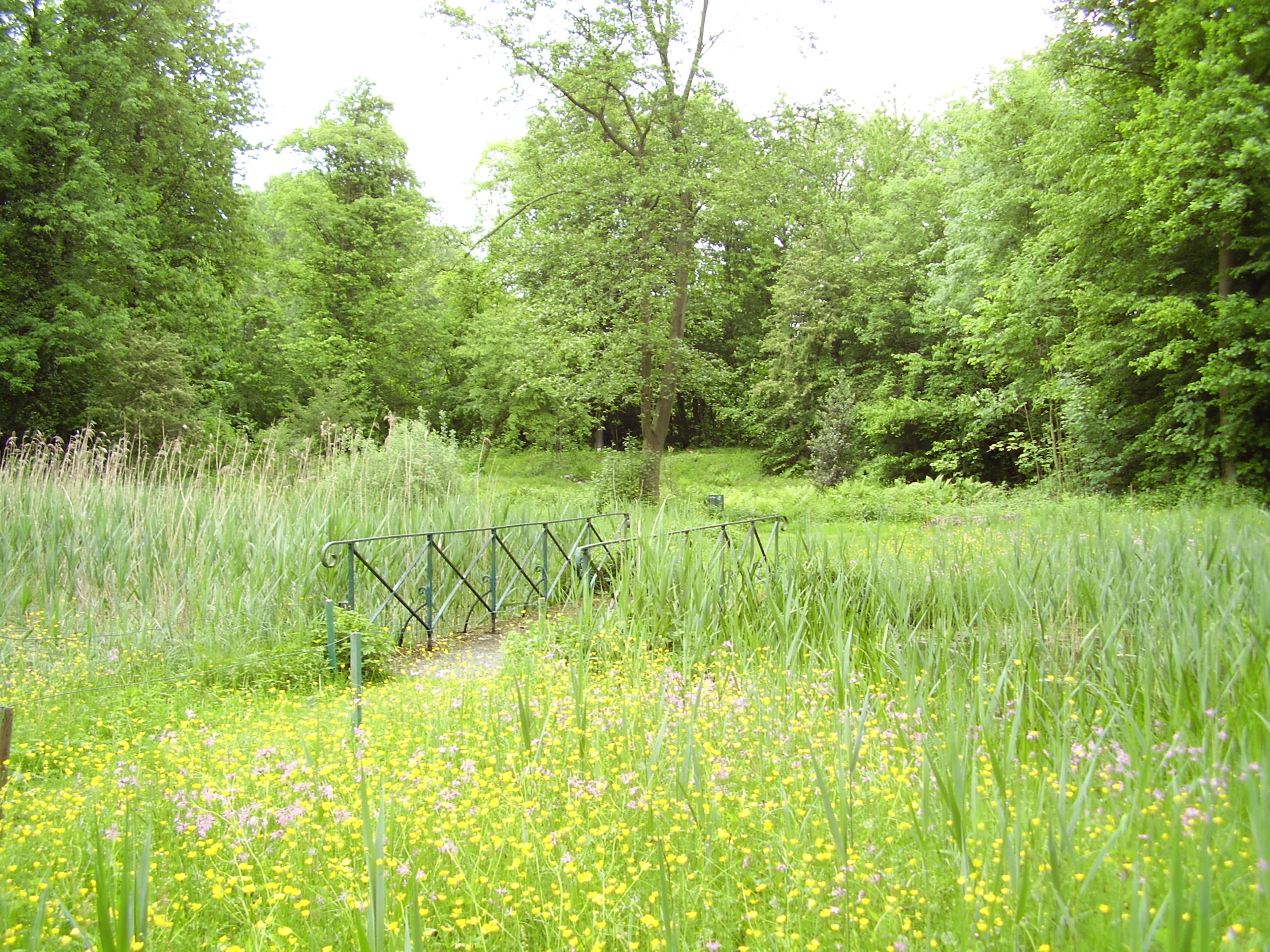
Zone humide

## Arbres remarquables
De nombreux arbres remarquables du jardin botanique ont été répertoriés par la Commission des monuments et des sites :
| nom français                    | nom latin                 | cir. en cm |
| ------------------------------- | ------------------------- | ---------- |
| Séquoia géant                   | Sequoiadendron giganteum  | 432        |
| Frêne commun                    | Fraxinus excelsior        | 335        |
| Peuplier baumier de l'Est       | Populus trichocarpa       | 307        |
| Érable plane                    | Acer platanoides          | 304        |
| Marronnier commun               | Aesculus hippocastanum    | 285        |
| Févier du Caucase               | Gleditsia caspica         | 270        |
| Érable sycomore                 | Acer pseudoplatanus       | 261        |
| Paulownia impérial              | Paulownia tomentosa       | 254        |
| Peuplier du Canada              | Populus × canadensis      | 243        |
| Saule blanc                     | Salix alba                | 234        |
| Charme commun                   | Carpinus betulus          | 233        |
| Érable à feuilles de frêne      | Acer negundo              | 229        |
| Noyer noir                      | Juglans nigra             | 228        |
| Tilleul à larges feuilles       | Tilia platyphyllos        | 224        |
| Ptérocaryer à feuilles de frêne | Pterocarya fraxinifolia   | 220        |
| Sophora du Japon                | Sophora japonica          | 218        |
| Pin pleureur de l'Himalaya      | Pinus wallichiana         | 213        |
| Catalpa rougeâtre               | Catalpa × erubescens      | 211        |
| Bouleau verruqueux              | Betula pendula            | 204        |
| Phellodendron de l'amour        | Phellodendron amurense    | 181        |
| Cèdre bleu de l'Atlas           | Cedrus atlantica 'Glauca' | 175        |
| Aubépine à un style             | Crataegus monogyna        | 173        |
| Poirier cultivé                 | Pyrus communis            | 173        |